# Antoniotto Usodimare
Antonio Usodimare, detto Antoniotto (Genova, 1416 – 1461), è stato un nobile, navigatore ed esploratore italiano, appartenente alla famiglia degli Uso di Mare.

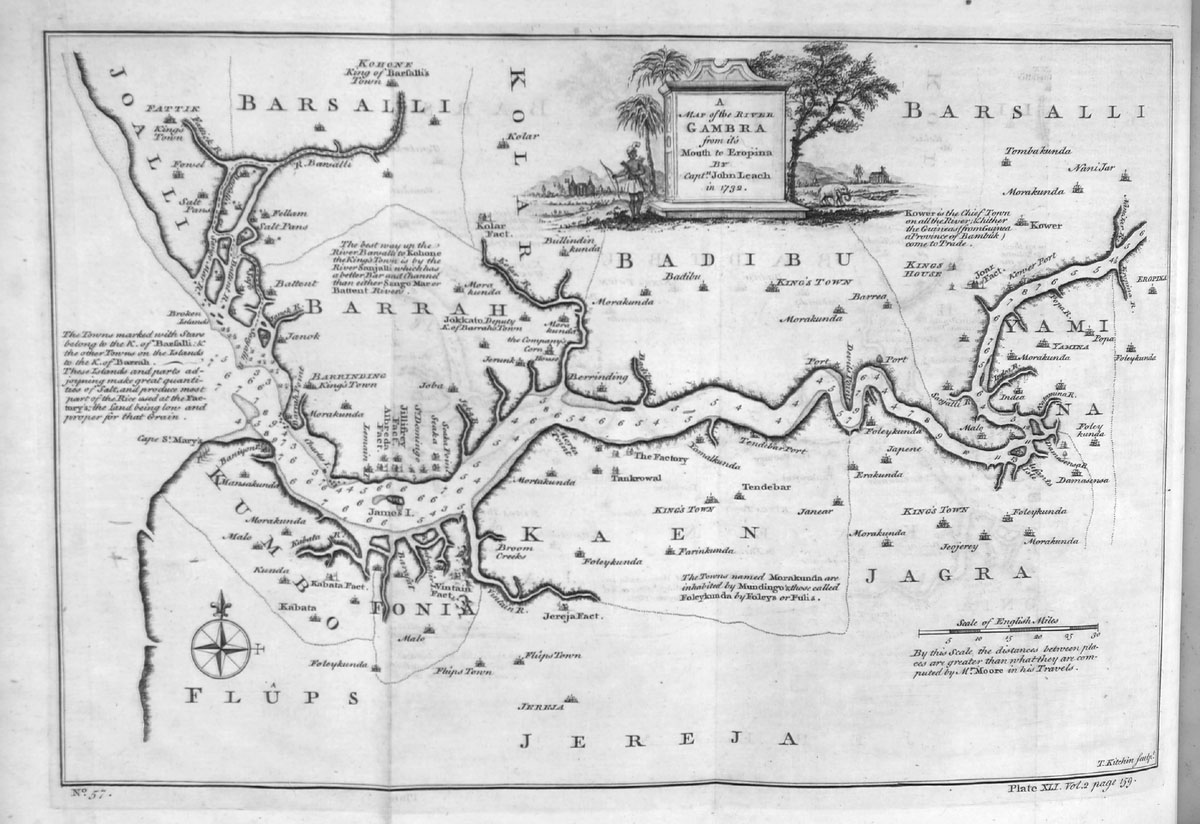
Fiume Gambia esplorato da Antoniotto Usodimare e Alvise Ca' da Mosto nel 1456.

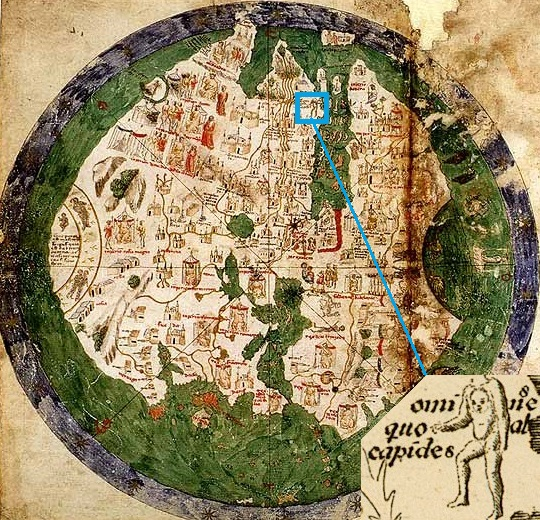
L'Atlante di Andrea Bianco (1436) includeva le notizie della spedizione genovese all'Etiopia del 1290 riferita da Usodimare nellItinerarium Ususmaris.

Operò al servizio del principe di Portogallo Enrico il Navigatore nella spedizione che raggiunse le isole di Capo Verde e il fiume Gambia insieme ad Alvise Ca' da Mosto nel 1456.
Da vari autori viene identificato con Antonio de Noli, ma l'identità fra i due non è accertata, anzi da altri autori confutata. Una ricerca storica aggiornata nel 2020 ha concluso che "grazie a prove documentate, oggi è chiaro che Antonio da Noli non era Antoniotto Usodimare".

## Biografia
Nato a Genova nel 1416 dal magnifico Anfrone Usodimare, anziano di Genova, e da Pietrina Spinola, sua moglie in seconde nozze, appartenenti alla più cospicue nobiltà genovese.
Dal 1444 venne eletto insieme al padre uno degli otto anziani di Genova, antica denominazione della carica di senatore. Nel 1449 era direttore della Zecca di Genova. Tra 1450-51 si trova a Siviglia e nel 1453, in Portogallo, dove comandaba una caravella di sua proprietà al servizio del infante di Portugallo Enrico il Navigatore.

## Spedizione all'Africa

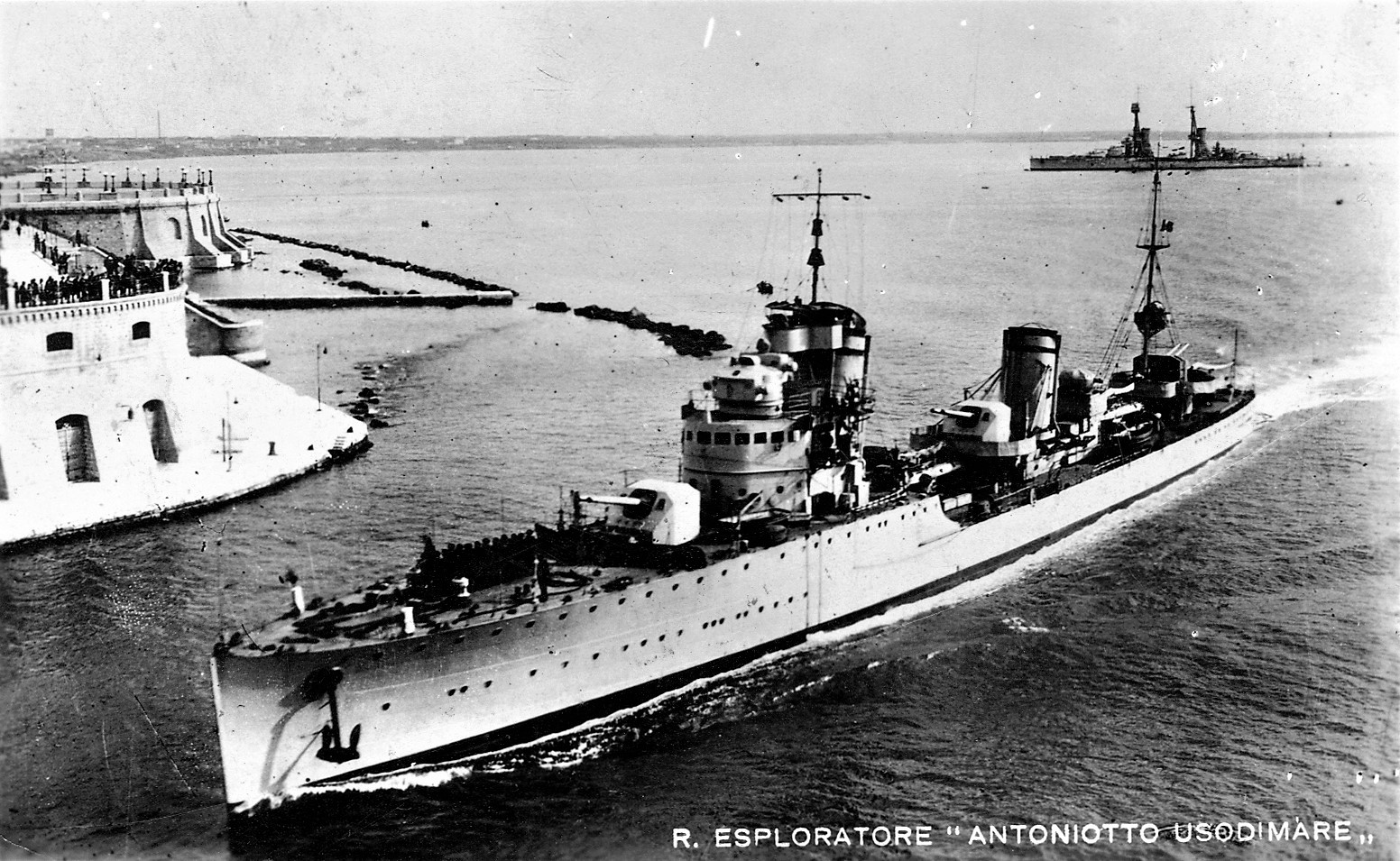
Cacciatorpediniere Antoniotto Usodimare della Regia Marina Italiana

Nel 1456 aveva armato due caravelle per la spedizione promossa da Enrico il Navigatore, il quale aveva armato un'altra insieme a quella del veneziano Alvise Ca' da Mosto per proseguire l'esplorazione delle coste d'Africa, in ricerca della rotta per l'India. Da prima si trovarono nelle isole Canarie, già colonizzate dal genovese Lancelotto Malocello. Poi continuarono fino al fiume Gambia, che era stato già esplorato l'anno precedente da Antonio de Noli. Insieme si inoltrarono per oltre 100 km all'interno del continente, venendo a contatto pacifico con le popolazioni locali. Sulla via del ritorno toccarono le Isole Bissagos e alcune delle Isole di Capo Verde, senza tuttavia esplorarle in modo sistematico (cosa che fece invece negli anni successivi Antonio de Noli, da allora ritenuto il loro vero scopritore). Per la realizzazione delle sue carte si avvalse probabilmente anche delle nozioni riportate a Genova del mercante e esploratore Antonio Malfante.

## Itinerarium Ususmaris
Da una lettera ai suoi creditori e da una descrizione in latino dei suoi viaggi denominata Itinerarium Ususmaris (locuzione latina di Usodimare), entrambi conservati a Genova, si potrebbe datare la sua scomparsa intorno al 1461. Nel Itinerarium racconta aver incontrato nel Senegal un discendente dei genovesi dispersi nella spedizione dei fratelli Vivaldi del 1290, comandata dall'ammiraglio Oberto da Savignone

## Ultime notizie
Nel 1458 risulta presente nella colonia genovese di Caffa in Crimea, in ruolo di fiduciario della casa fiorentina dei Marchioni.
La sua morte è attestata nel 1462 sul testamento della sorella Limbania, che lo chiama quondam Antoniotto (locuzione latina per indicare il decesso).

## Nozze e discendenza
Sposò Bianchina Gentile, dalla quale ebbe almeno:
- Giuliano Usodimare
- Anfrone Usodimare

## Cacciatorpediniere Antoniotto Usodimare
Il suo nome è stato dato ad un cacciatorpediniere della classe Navigatori della Regia Marina italiana che operò durante la seconda guerra mondiale e ad una nave mercantile italiana, appartenuta prima alla Italia di Navigazione di Genova e poi alla compagnia Lloyd Triestino di Trieste.